# Grace Verbeke
Grace Verbeke (Roeselare, 12 novembre 1984) è una dirigente sportiva ed ex ciclista su strada belga. Attiva tra le Elite dal 2006 al 2014, vinse il Giro delle Fiandre 2010. Dal 2023 è direttrice sportiva del team Lotto Ladies.

## Carriera

### Gli esordi e i primi anni
Figlia di un triatleta amatoriale e di un'appassionata di cicloturismo, Verbeke cresce praticando nuoto, atletica leggera e, quindi, ciclismo. Passa professionista nel 2006 con i colori del Lotto Ladies Team, e comincia a mettersi in evidenza nella stagione 2008 soprattutto in corse a tappe: conclude infatti al settimo posto la Grande Boucle e il Tour de l'Ardèche, e al sesto la Route de France. In settembre disputa la corsa in linea del mondiale di Varese, arrivando sedicesima, mentre in chiusura di annata viene eletta Flandrienne 2008, miglior ciclista belga professionista dell'anno. Nel frattempo abbandona il lavoro part-time come animatrice in una casa di riposo, al fine di dedicarsi completamente al ciclismo.
Nella primavera del 2009, vestendo sempre la maglia del team Lotto, consegue diversi piazzamenti nelle gare della Coppa del mondo: è decima nel Giro delle Fiandre, quinta nel Ronde van Drenthe e sesta nel Berner Rundfahrt. A luglio ottiene le prime vittorie da professionista, aggiudicandosi una tappa e la classifica finale del Tour Féminin en Limousin, corsa di categoria 2.2 del calendario internazionale UCI. Conclude al nono posto nella classifica di Coppa del mondo. In settembre prende quindi parte alla corsa in linea del mondiale di Mendrisio: quel giorno taglia il traguardo della corsa con il secondo gruppetto delle inseguitrici, nona. Come già l'anno prima, pure al termine del 2009 le viene conferito il Trofeo Flandrien in qualità di ciclista professionista numero 1 in Belgio.

### Le stagioni 2010 e 2011
Apre la stagione 2010 classificandosi terza all'Omloop Het Nieuwsblad, gara in territorio olandese. Il 5 aprile 2010 ottiene il più importante risultato in carriera trionfando nella settima edizione del Giro delle Fiandre, prima belga a riuscirvi: nell'occasione è protagonista di una fuga a due iniziata sul muro del Molenberg, sito a circa 45 km dal traguardo, in compagnia dell'olandese Adrie Visser; è poi abile a staccare la compagna di fuga sull'ultima salita, il Bosberg, e ad arrivare in solitaria a Ninove con tre secondi sulle inseguitrici. Due settimane dopo chiude la Freccia Vallone in quarta posizione. Torna al successo in agosto, facendo suoi prima il Valkenburg Hills Classic, nei Paesi Bassi, e poi il titolo nazionale belga a cronometro; ai primi di ottobre è quindi sesta, miglior belga, nella volata che decide la prova in linea dei mondiali di Melbourne.
Per il 2011 si trasferisce tra le file della Topsport Vlaanderen-Ridley 2012, squadra belga diretta dall'ex ciclista Glenn D'Hollander. Durante l'annata ottiene numerosi piazzamenti tra le prime quindici nelle gare di Coppa del mondo, senza però mettere a referto – come nel 2010 al Fiandre – un risultato di prestigio. Le uniche due vittorie stagionali in eventi del calendario internazionale arrivano entrambe su suolo belga, in luglio al Dwars door de Westhoek e in settembre alla Finale Lotto Cycling Cup; in agosto Verbeke aveva peraltro sfiorato il successo a cronometro ai campionati nazionali, battuta soltanto dalla compagna di squadra Liesbeth De Vocht. In chiusura di stagione viene per la terza volta eletta miglior ciclista belga dell'anno, ottenendo il titolo di Flandrienne 2011. Pochi giorni dopo è però coinvolta in un incidente stradale con un furgone durante un allenamento a Gistel: ricoverata in ospedale a Ostenda, le vengono curati la frattura a un'orbita e delle contusioni al bacino, oltre a tagli ed escoriazioni.

### Le stagioni 2012, 2013 e 2014
Nonostante l'incidente, per il 2012 viene messa sotto contratto dal Kleo Ladies Team, formazione italo-belga diretta dall'ex ciclista Heidi Van De Vijver. In stagione però, prima per i postumi dell'infortunio e poi a causa di numerosi problemi di salute dovuti a un cytomegalovirus, non riesce mai a gareggiare, dovendo così anche saltare i Giochi olimpici di Londra. Per l'annata 2013 si accasa quindi tra le file del neonato team belga CyclelivePlus-Zannata, sempre sotto la guida di Heidi Van De Vijver, ma anche in quella stagione non riesce a cogliere alcun risultato. Viene comunque confermata nel roster 2014 della Futurumshop.nl-Zannata, formazione nata dalla fusione di CyclelivePlus-Zannata e Team Futurumshop.nl. In stagione partecipa ad alcune gare di Coppa del mondo, ma senza particolari piazzamenti; si classifica inoltre quattordicesima alla Gooik-Geraardsbergen-Gooik. Non viene quindi confermata nella nuova Lensworld.eu-Zannata per la stagione 2015. Conclude così la carriera professionistica.

## Palmarès
- 2009

1ª tappa Tour en Limousin
Classifica generale Tour en Limousin
- 2010

Giro delle Fiandre
Valkenburg Hills Classic
Campionati belgi, Prova a cronometro
- 2011

Dwars door de Westhoek
Finale Lotto Cycling Cup

## Piazzamenti

### Competizioni mondiali
- Campionato del mondo

Varese 2008 - In linea Elite: 16ª
Mendrisio 2009 - In linea Elite: 9ª
Melbourne 2010 - Cronometro Elite: 22ª
Melbourne 2010 - In linea Elite: 6ª
Copenaghen 2011 - In linea Elite: 15ª

## Riconoscimenti
- Trofeo Flandrien nel 2008, 2009, 2011.